# Hoplomerus plurinotatus
Hoplomerus plurinotatus är en stekelart som beskrevs av Blüthgen 1941. Hoplomerus plurinotatus ingår i släktet Hoplomerus och familjen Eumenidae. Inga underarter finns listade i Catalogue of Life.